# Забелло, Шимон (ум. 1824)
Шимон Забелло (14 февраля 1750 — 30 августа 1824) — граф, государственный и военный деятель Великого княжества Литовского, каштелян минский (1787—1792), вице-бригадир народной кавалерии, генерал-лейтенант литовской армии, кавалер орденов Белого Орла и Святого Станислава.

## Биография
Представитель шляхетского рода Забелло герба «Топор», четвертый сын ловчего великого литовского и генерал-лейтенанта литовской армии Антония Забелло (ум. 1776) и Софии Щит, дочери каштеляна мстиславского Юзефа Щита-Немировича и Петронеллы Володкович. Двоюродный брат Михаила и Юзефа Забелло.
Учился в военной академии в Люневиле и служил во французской армии. В 1780 году стал кавалером Ордена Святого Станислава. В 1787 году вместе со своим двоюродным братом Михаилом вернулся на родину и поступил на службу в армию Великого княжества Литовского. В том же 1787 году получил от своего дяди Шимона Забелло должность каштеляна минского. В июне 1788 года получил чин бригадира 1-й бригады народовой кавалерии в литовской армии, затем стал генерал-майором и командиром 2-й литовской дивизии. 30 августа 1790 года получил чин генерал-лейтенанта. 3 мая 1791 года Шимон Забелло принёс присягу на верность новой польской конституции.
В мае-июле 1792 года участвовал в русско-польской войне 1792 года. 23 июля Шимон Забелло, командуя 5-тысячной дивизией, потерпел поражение в битве под Брестом от русской армии (5500 чел.) под командованием генерал-поручика Ивана Евстафьевича Ферзена. Потеряв убитыми 300 человек, Шимон Забелло отступил под Варшаву. После капитуляции и присоединения к Тарговицкой конфедерации польского короля Станислава Августа Понятовского Шимон Забелло попытался начать партизанскую борьбу в тылу противника, но из-за численного превосходства русских войск прекратил сопротивление и подал в отставку.
В 1793 году Шимон Забелло был избран послом на Гродненский сейм, где принадлежал в патриотической оппозиции и вошёл в состав гродненской конфедерации. В том же 1793 году стал членом Постоянного Совета, возрожденного Тарговицкой конфедерацией, но поддерживал контакты с повстанческими группами в Вильно. В 1794 году присоединился к восставшим в Вильно и некоторое время исполнял функции генерал-адъютанта Якуба Ясинского. После подавления восстания в Литве отошёл от политической жизни.

## Семья
Шимон Забелло был женат на Барбаре Завише, вдове Яна Незабытовского. Дети: Антоний, Михаил и Юзеф.